# Сан-Лоренсу (Минас-Жерайс)
Сан-Лоренсу (порт. São Lourenço) — муниципалитет в Бразилии, входит в штат Минас-Жерайс. Составная часть мезорегиона Юг и юго-запад штата Минас-Жерайс. Входит в экономико-статистический микрорегион Сан-Лоренсу. Население составляет 41 143 человека на 2006 год. Занимает площадь 57,2 км². Плотность населения — 583,30 чел./км².
Праздник города — 1 апреля.

## История
Город основан 1 апреля 1927 года.

## Статистика
- Валовой внутренний продукт на 2006 год составляет 188 517 000,00 реалов (данные: Бразильский институт географии и статистики).
- Валовой внутренний продукт на душу населения на 2006 год составляет 4581,99 реалов (данные: Бразильский институт географии и статистики).
- Индекс развития человеческого потенциала на 2006 год составляет 0,879 (данные: Программа развития ООН).

## География

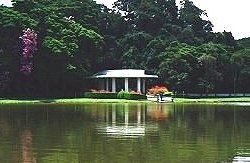

Климат местности: горный тропический. В соответствии с классификацией Кёппена, климат относится к категории Cwb.